# Les Amants du siècle

Les Amants du siècle est une série documentaire en huit épisodes de 70 minutes réalisée par Frédéric Mitterrand. Diffusée en deuxième partie de soirée sur France 2 entre 1992 et 1995, elle présente huit portraits de couples célèbres.

## Épisodes
- « Sophia Loren et Carlo Ponti »
- « Aragon et Elsa Triolet »
- « Anne et Michel de Roumanie »
- « Lauren Bacall et Humphrey Bogart »
- « Edward et Wallis Windsor »
- « Federico Fellini et Giulietta Masina »
- « Igor Stravinsky et Véra de Bosset »
- « Frédérika et Paul de Grèce »

## Accueil critique
Les Amants du siècle reçoit un accueil critique mitigé. 
Pour Le Monde, son titre « sonne à l'oreille comme une complaisance feuilletonesque » et ses épisodes sont remplis d'une « logorrhée sentimentalo-romanesque qui noie les images à tout propos et même hors de propos ». 
En revanche, pour Le Soir, Les Amant du siècle est fascinant grâce à « l'incantation d'un discours maîtrisé et de documents judicieusement choisis et souvent peu connus ».

## Livre
- Frédéric Mitterrand, Les Amants du siècle, Plume, janvier 1996, 160 p.  (ISBN 2841100383).